# Messerschmitt Me 309
Messerschmitt Me 309 là một mẫu thử máy bay tiêm kích của Đức, được thiết kế vào đầu Chiến tranh thế giới II nhằm thay thế cho loại Bf 109.

## Tính năng kỹ chiến thuật (Me 309)
Dữ liệu lấy từ Die Deutsche Luftrüstung 1933-1945
Đặc tính tổng quan
- Kíp lái: 1
- Chiều dài: 9,46 m (31 ft 0 in)
- Sải cánh: 11,04 m (36 ft 3 in)
- Chiều cao: 3,9 m (12 ft 10 in)
- Diện tích cánh: 16,6 m2 (179 foot vuông)
- Trọng lượng rỗng: 3,530 kg (8 lb)
- Trọng lượng có tải: 4,250 kg (9 lb)
- Động cơ: 1 × Daimler-Benz DB 603G , 1,287 kW (1,726 hp)

Hiệu suất bay
- Vận tốc cực đại: 733 km/h (455 mph; 396 kn)
- Vận tốc hành trình: 665 km/h (413 mph; 359 kn)
- Tầm bay: 1.100 km (684 mi; 594 nmi)
- Trần bay: 12,000 m (39 ft)
- Tải trên cánh: 256 kg/m2 (52 lb/foot vuông)
- Công suất/khối lượng: 0.31 kW/kg (0.19 hp/lb)

Vũ khí trang bị

- Súng:
- 2 × Pháo MG 151 15 mm (.59 in)

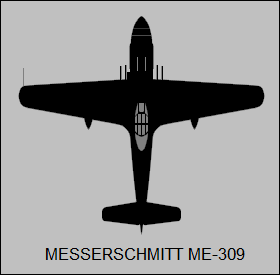
Me 309

- 3 × Súng máy MG 131 13 mm (.51 in)